# Világkönyvtár (Tolnai Rt., 1910-es évek)
A Világkönyvtár egy magyar szépirodalmi könyvsorozat volt 1914–1918 között, kiadója a Tolnai Nyomdai Műintézet és Kiadóvállalat Rt. (Olykor közreadóként más cég neve szerepel, ám a nyomda alapján az is Tolnai-kiadásnak számít.) A kötetek többféle borítóval (piros, női arcképes, illetve szürke) jelentek meg. 

## Az 1910-es évekbeli sorozat
- [1] Gluck Sinclair: Az arany párduc. 160 l.
- [2] Fletcher I. S.: A hurok. 160 l.
- [3] Lakatos László: Fenséges úr szerelme. 160 l.
- [4] Havas Zsigmond: A fekete matróz. 160 l.
- [5] Csermely Gyula: Három fekete félhold. 160 l.
- [6] Marlitt E.: A vén kisasszony titka. 160, 160 l.
- [7] Enright E. Rich.: Az éjszaka keselyűi. 160 l.
- [8] Gautier Théophile: Elcserélt párok. 160 l.
- [9] Stevenson R. L.: A szöktetés. 160 l.
- [10] Green A. K.: Titokzatos halál. 160 l.
- [11] Curwood J. O.: A hallgatás völgye. 160 l.
- [12] Lázár István: Paula. 160 l.
- [13] Puskin K. S.: A kapitány leánya. 160 l.
- [14] Gerstäcker Friedrich: Zsiványok. 160 l.
- [15] Malot, Hector: Baccarat. 160 l.
- [16] Szekula Jenő: A római nő és a rabszolga. 160 l.
- [17] Königsegg Lajos: Menelik császár birodalma. 160 l.
- [18] Falk Zsigmond: Paula gondjai. 160 l.
- [19] Faragó Jenő: Pesti gyerekek. 160 l.
- [20] Leblanc: A vérfürdő. 160 l.
- [21] Jókai Mór: A két Trenk. 160 l.
- [22] Machray Robert: Kártyázás közben. 160 l.
- [23] Gardenhíre S. M.: Kebelbarát. 160 l.
- [24] Fábián Ernő: Kétféle arany. 160 l.
- [25] Jókai Mór: Fekete vér. 160 l.
- [26] Jókai Mór: Egy játékos, aki nyer. 160 l.
- [27] Sienkiewicz H.: Polaneczky-család. 160 l.

## Az 1930-as évekbeli sorozat
A két világháború között hasonló címmel a kiadó ismét kiadott egy sorozatot.